# Logan: Wolverine
Logan: Wolverine (eng. Logan) je američki superherojski film iz 2017. s Hugh Jackmanom u glavnoj ulozi. To je deseti film u serijalu filmova X-Men te treći i posljednji dio trilogije Wolverine nakon X-Men Origins: Wolverine (2009.) i The Wolverine (2013.). Film, koji je inspiriran radnjom stripa "Old Man Logan" Marka Millara i Stevea McNivena, koji se temelji u alternativnoj budućnosti, prati ostarjelog Wolverinea i iznimno bolesnog Charlesa Xaviera koji čuvaju mladu mutantkinju po imenu Laura od zlikovca predvođenih Donald Pierceom i Zander Riceom. Film su producirali 20th Century Fox, Marvel Entertainment, TSG Entertainment i The Donners' Company, a distribuira 20th Century Fox. Režirao ga je James Mangold, koji je zajedno s Michaelom Greenom i Scottom Frankom napisao scenarij, prema vlastitoj priči. Osim Jackmana, u filmu glume i Patrick Stewart, Richard E. Grant, Boyd Holbrook, Stephen Merchant i Dafne Keen. 
Glavno snimanje započelo je u Louisiani 2. svibnja 2016., a završilo je 13. kolovoza 2016. u Novom Meksiku. Lokacije korištene za film uglavnom su bile u Louisiani, New Mexico i Mississippi.
Logan: Wolverine je premijerno prikazan na 67. Međunarodnom filmskom festivalu u Berlinu 17. veljače 2017., a kino u Sjedinjenim Državama stigao je 3. ožujka 2017. u IMAX i standardnim formatima. Film je dobio priznanje kritičara, uz snažne pohvale za izvedbe Jackmana i Stewarta u njihovim posljednjim prikazima Wolverinea i Profesora X. Postao je najbolje ocijenjeni film u franšizi X-Men, a mnogi kritičari su ga nazvali jednim od najvećih filmova o superherojima ikad snimljenim. Nacionalni odbor za reviziju odabrao ga je kao jedan od deset najboljih filmova u 2017. Bio je nominiran za najbolji adaptirani scenarij na 90. dodjeli Oscara, postavši prvi film o superherojima koji je nominiran za scenarij. Zaradio je više od 619 milijuna dolara diljem svijeta i postao je treći film s najvećom zaradom svih vremena i trenutno sedmi film s najvećom zaradom R-kategorije.

## Radnja
U 2029. nijedan mutant nije rođen u proteklih 25 godina, a ostarjeli Logan pati jer njegova sposobnost iscjeljivanja polako slabi. Radeći kao vozač limuzine u El Pasu u Teksasu, pod svojim rođenim imenom James Howlett, on i tragač mutanta Caliban brinu se o 90-godišnjem Charlesu Xavieru, Loganovom mentoru i osnivaču X-Men, u napuštenoj topionici na sjeveru Meksika. Xavier je razvio demenciju koja uzrokuje destruktivne napadaje; aludira se da je godinu dana prije, jedan takav napad izazvao snažan val telepatije koji je ozlijedio preko šest stotina ljudi i ubio sedam drugih, uključujući razne X-Men.
Logan nevoljko pristaje otpratiti Gabrielu López, bivšu medicinsku sestru za biotehnološku korporaciju Alkali-Transigen, i mladu djevojku po imenu Laura u Eden, utočište "gore na sjeveru" preko granice. Kasnije pronalazeći Gabrielu mrtvu, Logan se u svom meksičkom skrovištu suočava s njezinim ubojicom Donaldom Pierceom, koji je Transigenov kiborg, i šef sigurnosti. Pierce traži Lauru, koja se sakrila u Loganovoj limuzini i ima moći slične njegovim. Ona, Logan i Xavier pobjegnu Pierceu i njegovim otimačima, ali Caliban je zarobljen. Pierce zatim muči Calibana kako bi pristao pratiti Lauru.
Xavier i Logan gledaju video koji je Gabriela napravila na svom telefonu koji otkriva da je Transigen stvorio Lauru i drugu djecu od mutantske DNK kako bi postali oružje. Kako se pokazalo da ih je teško kontrolirati i Transigen je pronašao alternativu, djeca su trebala biti ubijena, ali Gabriela i druge medicinske sestre pomogle su nekima da pobjegnu. Xavier tada otkriva Loganu da je Laura stvorena iz Loganove DNK, iako ne zna je li ona njegova biološka kći ili ženski klon.
U Oklahoma Cityju Logan otkriva da se Eden pojavljuje u Laurinom X-Men stripu i kaže joj da je izmišljen. Dolaze Reavers, ali Xavier ima napadaj koji onesposobljava sve osim Logana i Laure, koji ubijaju napadače i Xavieru ubrizgavaju lijekove. Dok bježe, dolazi dr. Zander Rice (šef Transigena) kako bi pomogao Pierceu.
Logan, Laura i Xavier pomažu farmeru Willu Munsonu i njegovoj obitelji nakon prometnog incidenta, prihvaćajući ponudu za večeru u njihovoj kući, gdje Logan tjera nasilnike s korporativne farme. Rice oslobađa X-24, klona Logana u najboljim godinama i njegovu alternativu dječjem programu, koji ubija Willovu obitelj i Xaviera, ubode Willa i zarobi Lauru. On također ubija izvršitelje, koji ga pogrešno smatraju Loganom i pokušavaju ga ubiti. Caliban ispaljuje granate, ubijajući sebe i nekoliko Reavera, ali samo ranivši Piercea. Logana nadmašuje X-24, ali Will priklješti X-24 svojim kamionom i puca u njega tri puta iz puške prije nego što je umro od ozljeda. Logan i Laura pobjegnu s Xavierovim tijelom.
Nakon što je pokopao Xaviera, Logan se onesvijesti. Laura ga vodi liječniku i nagovara ga da dokaže da mjesto u Sjevernoj Dakoti nije Eden. Tamo pronalaze Rictora i drugu djecu Transigena koji se spremaju prijeći u Kanadu. Laura pronalazi metak od adamantija koji je Logan držao od svog bijega iz laboratorija Weapon X, za koji je nekoć razmišljao da ga upotrijebi za samoubojstvo. Logan odluči da je njegov posao gotov i odluči ih ne pratiti, na Laurinu žalost.
Kada Reaversi napadnu djecu iz zasjede, Logan uzima preveliku dozu seruma koji mu je dao Rictor koji privremeno pojačava njegove sposobnosti iscjeljivanja i pojačava njegovu snagu. Uz Laurinu pomoć, on pokolje većinu otimača prije nego što serum popusti. Dok Pierce drži Rictora na nišanu, Rice govori Loganu, koji je ubio Riceovog oca prije mnogo godina u postrojenju Weapon X, da nisu rođeni novi mutanti zbog genetski modificiranih usjeva koje je stvorio Transigen i distribuirao kroz svjetsku opskrbu hranom. Logan, nakon što je pronašao pištolj, puca u Rice i rani Piercea. X-24, bijesan Riceinom smrću, bori se protiv Logana dok djeca kombiniraju svoje moći kako bi ubili Piercea i preostale Reavers. Rictor koristi svoje moći da prebaci kamion na X-24, ali se ovaj oslobađa i nabija Logana na veliku granu drveta. Laura puni Loganov revolver adamantijskim metkom i puca X-24 u glavu, ubijajući ga.
Blizu smrti, Logan govori Lauri da ne postane oružje za koje su ju stvorili, te nakon što ga ona u suzama prizna kao svog oca, on mirno umire u njezinom naručju. Laura i djeca pokopaju Logana, a Laura naginje križ na njegovom grobnom biljegu kako bi stvorila X, odajući mu počast kao posljednjeg od X-Men, prije nego što ona i djeca krenu prema kanadskoj granici.

## Glumci
- Hugh Jackman kao Logan/Wolverine: X-Man prije poznat kao Wolverine i fizički poboljšani mutant s ubrzanim isceljenjem, kao i bivši učenik Charlesa Xaviera i Laurin biološki otac, koji je prisiljen se nositi sa svojom dobi i bolešću. On je jedan od njegovatelja Charlesa Xaviera, uz Calibana. Mangold je govorio o Loganovoj dobi koja utječe na njegove regenerativne sposobnosti, za koje je rekao da možda više neće proizvoditi meku kožu, "pa smo zamišljali da brzo zacjeljuje, i dalje, ali ostavlja ožiljak. Jednostavna ideja je bila da će njegovo tijelo početi dobivati malo više opustošen izgled svojevrsnim tetoviranjem prošlih bitaka, razderotina koje su ostale od prijašnjih sukoba." Na drugoj stranici scenarija, Mangold je govorio o Loganu kao "... on je sada stariji i jasno je da njegove sposobnosti nisu ono što su nekoć bile. On iznutra blijedi i njegov smanjeni faktor iscjeljivanja drži ga u stalnom stanju kronične boli - stoga piće kao lijek protiv bolova." Godine 2015. Jackman je zatražio pomoć obožavatelja za režiju Wolverinove priče koja bi se trebala naći u sljedećem filmu, dok se čini da potvrđuje da će mu projekt poslužiti kao oproštaj od Logana. Kako bi se pripremio za svoju ulogu, Jackman je jeo najmanje šest obroka dnevno, dok je radio s trenerom Mikeom Ryanom. Ryan je izjavio da prosječna vježba za Jackmana traje do tri sata, s početkom u 4:00 ujutro. Jackman je izjavio: "... bit će vrlo različit. Vrlo različit u tonu i nadamo se drugačije od svega što smo dosada imali." Što se tiče osobnijeg tona, Jackman je primijetio: "To je oduvijek bila njegova dilema, pomiriti se s onime tko je." Jackman je također objasnio da je komičar Jerry Seinfeld neizravno odgovoran za njegovu odluku da prestane igrati Logana nakon 17 godina, a Jackman je izjavio: "Razgovarao sam s [Seinfeldom] prije otprilike godinu dana... govorio je o tome zašto je završio Seinfeld... Rekao je da je oduvijek imao osjećaj i uvjerenje da nikad ne znaš kada će se ili tvoja energija ili energija publike uroniti u ljude [koji govore] 'Oh, molim te idi'." Jackman je prihvatio. smanjenje plaće kako bi se osiguralo da će film biti proizveden i dobiti R-ocjenu. Jackman također u filmu prkazuje X-24, izravnog klona mlađeg Wolverina.
- Patrick Stewart kao Charles Xavier: Mutant koji je najmoćniji telepat na svijetu, koji je također osnivač i bivši vođa sada nestalih X-Men. Ranije je bio poznat kao profesor X. Charlesove telepatske sposobnosti postale su nestabilne zbog starosti (preko 90 godina) i nepoznate bolesti mozga, a ponekad čak ni ne prepoznaje Logana. Tijekom događaja u Loganu, za Xaviera se brinu Logan i Caliban. Što se tiče Xaviera i tema starenja i usamljenosti, Mangold je rekao:  "Vidjeli smo ove likove u akciji, spašavajući svijet. Ali što se događa kada ste u mirovini i ta karijera je gotova? ...Stvarno zanimljiva stvar za mene, ili mjesto za kopanje koje nije bilo iskopano, bila je ideja o mutantima kada više nisu korisni svijetu, ili čak sigurni da li mogu raditi ono što su radili. moći su smanjene kao kod svih nas s godinama... Naš Charles je vrlo sladak lik u ovom filmu. Mislim da je uvijek bio nevjerojatno sladak lik. Uz dodatak vlastite fizičke krhkosti u ovom filmu, on je postaje nevjerojatno moćna očinska figura u filmu. Logan je više nevoljan, mislim da možete lako pogoditi." Stewart je primijetio da "... ovo je vjerojatno kraj ove franšize za mene. Ali stvar kod znanstvene fantastike i fantazije je, da nikada ne možete reći da je kraj, gotovo je."
- Dafne Keen kao Laura: Tajanstvena mlada djevojka, koja je "jako" poput Logana kao i Loganova biološka kćer. Ona je također eksperiment "X-23". O Keenovom portretiranju Laure, Mangold je spomenuo: "Ako bi netko mogao ukrasti film od [Jackmana], to bi bila Dafne. Ona nosi, cijelo vrijeme, laganu neobičnost." U intervjuu za Digital Spy, Mangold je izjavio "... [Keen] je imala 11 godina kada smo snimali. Ona je izvanredno dijete. Njeni roditelji su glumci, a ona je na neki način vrlo moderno dijete. Vrlo fizički sposobna. Nevjerojatno nadarena kao glumica. Mislim, to bio je veliki rizik za Foxa da mi dopusti da snimim film u kojem je treća točka trokuta izgrađena na nekom tako mladom." Mangold je izjavio da je svjetska potraga za glumicom koja bi portretirala Lauru bila ona u kojoj je tražio "nekog tko je dvojezičan jer sam želio latino dijete - onoga tko je imao između 10 i 12 godina i bio je vjerodostojno dijete." Kasnije je o Lauri izjavio da: "Ona je 11-godišnja djevojčica opremljena svom promjenjivosti, nestabilnošću, promjenama raspoloženja, sjenama i potencijalnim nasiljem našeg junaka." Koscenarist Scott Frank potaknuo je lik da progovori. što je manje moguće kada se pridružio projektu kako bi izbjegao od nje da postane tipična klinka pomoćnica, objašnjavajući: "Pročitao sam nekoliko drugih nacrta scenarija na kojima je Jim radio, a u svim tim nacrtima ona je govorila od početka i mislio sam da je to ogromna pogreška." Sienna Novikov služila je kao Keenova dvojnica. Millie Bobby Brown bila je na audiciji za ulogu prije nego što je Keen dobila ulogu.
- Boyd Holbrook kao Pierce: Transigenov nemilosrdan, proračunat i intenzivan šef sigurnosti i vođa militantnih otimača, koji je poslan po Lauru, što ga dovodi u sukob s Wolverineom. Holbrook je o liku rekao: "On je inovativni inženjer i veliki je obožavatelj Wolverinea. On se samo želi družiti s njim... Ima puno iznenađujućih stvari u njemu." Mangold je pohvalio Holbrookovu izvedbu, rekavši da je to tako. "[on] je samo nevjerojatan glumac. Želio sam da se ovaj film osjeća intimno, stvarno i istinito odglumljeno, i silno sam želio da se otrgnem od one vrste napuhanog osjećaja koji sam dobio od mnogih filmova iz stripova. "
- Stephen Merchant kao Caliban: Albino mutant koji može osjetiti i pratiti druge mutante, koji pomaže Loganu da se brine o Xavieru. Kada je Merchant preuzeo ulogu, Mangold je spomenuo: "Uvijek sam zainteresiran pronaći ono što glumcima izgleda najzanimljivije. Stephen je ogroman čovjek. Jedna od stvari koje je tako divno snimati s njim za ovakav lik je da je dobrih šest inča viši od Logana i ogroman u odnosu na Patricka. Mali klinac u filmu bi mu u osnovi došao do koljena. Dakle, postoji prekrasan osjećaj za veličinu — ali i on ima srce." Mangold je zaključio izjavom: "... Dakle, to je bila prekrasna energija za ulazak u film i netko tko se, umjesto da stvari pretvori u vlastitu energiju, pridružio našoj." Tómas Lemarquis je ranije portretirao mlađeg Calibana u filmu Tómas Lemarquis. X-Men: Apokalipsa.
- Richard E. Grant kao dr. Rice: Kirurška glava Transigena, čijeg je oca ubio Logan tijekom njegova bijega iz zapovjedništva laboratorija X u Alkalnom jezeru. O liku Ricea, Mangold je izjavio: "On je majstor lutaka iza Piercea i Reaversa, i ima mnogo veću ulogu u smislu da je on zapravo vrsta briljantnog uma koji pokušava uzgajati mutante."

## Inspiracijje
Film uzima vizualnu, tonsku i tematsku inspiraciju iz klasičnog vesterna i noir filma, a redatelj James Mangold izjavio je da Loganovi utjecaji uključuju "vizualne referentne točke" kinematografije, citirajući Shanea (1953.), The Cowboys (1972.), Paper Moon (1973.). ), The Gauntlet (1977.), Unforgiven (1992.), Mala Miss Amerike (2006.) i The Wrestler (2008.). Mangold je također bio inspiriran trilogijom Vitez tame, rekavši: "Činilo mi se da su me jedini filmovi ove vrste koji me zanimaju, kojima se divim, ili da iskoristim filmove Chrisa Nolana kao uzor, oni koji su me stvarno dirnuli izvan samo spektakla. Postojala je vrlo jasna odluka da se filmski žanr primijeni na materijal, ako to ima smisla." Film također uzima trope i teme cyberpunka, s fokusom na automatizaciju koja utječe na svijet bliske budućnosti.
Mangold je govorio o kadriranju temeljenom na kinematografiji, ističući da ne razmišlja nužno o vrsti vezanoj za "stripove", umjesto toga naglašavajući raznolikost stilskih utjecaja koji su ušli u Logana. Ti utjecaji uključuju film noir kadriranje i klasične holivudske filmske stilove, kao i germanski ekspresionistički stil filmskog stvaralaštva s početka dvadesetog stoljeća, za koji je Mangold izjavio da ima zajedničkog s umjetnošću stripova. Mangold je istaknuo "Jaki prvi plan, igranje stvari u dubinu: morate učiniti da slika govori više unutar te jedne slike."
Koristeći sliku Logana na pogrebu kao primjer svoje stilske logike, Mangold je zaključio spomenuvši aspekte unutar modernog filmskog stvaralaštva, prvenstveno sve u krupnom planu. Loganu je cilj bio postaviti okvire koji su deskriptivni i dočaravajući panele stripova i klasično snimanje filmova.

## Kritike
Na internetskoj stranici Rotten Tomatoes, Logan: Wolverine ima ocjenu odobravanja od 94% na temelju 423 recenzije, s prosječnom ocjenom 8,00/10. Kritički konsenzus stranice glasi: "Hugh Jackman najbolje iskoristi svoj posljednji izlazak kao Wolverine s grubom, nijansiranom izvedbom u nasilnom, ali iznenađujuće promišljenom akcijskom filmu o superherojima koji prkosi konvencijama žanra." Metacritic je podario prosječnu ocjenu od 77 od 100, na temelju 51 kritičara, što ukazuje na "općenito povoljne kritike". Publika koju je anketirao CinemaScore dala je prosječnu ocjenu "A–" na ljestvici od A+ do F, dok je publika anketirana u PostTraku filmu dala rijetku ocjenu pet od pet. Neki su recenzenti zabilježili Logan kao jednog od najvećih filmova o superherojima.
Scott Collura iz IGN-a dao je filmu ocjenu 9,7/10 i nazvao je "emocionalnim, teškim filmom, ali je također i ohrabrujućim koji nas podsjeća da je u redu boriti se za nešto više, nešto bolje", i "možda najbolji X-Men film do sada." AA Dowd iz The AV Club je dao 'A-' i rekao da "[film] uspijeva isporučiti visceralnu robu, svu tvrdokornu radnju Wolverinea koju bi njegovi obožavatelji mogli poželjeti, dok još uvijek funkcionira kao iznenađujuće promišljena, čak i potresna drama - sjajan film, ne " potreban kvalifikator za strip". Chris Nashawaty iz Entertainment Weekly dao mu je 'B-' i nazvao ga "i najnasilnijim filmom u seriji i najsentimentalnijim. Kad vas ne obasipa krvlju, pokušava vas natjerati da prolijete suze." Sheri Linden iz Hollywood Reporter reagirala je pozitivno, rekavši: "Besprekorno spajajući Marvelovu mitologiju sa zapadnjačkom mitologijom, [redatelj] James Mangold osmislio je zapanjujuće ogoljenu samostalnu priču, onu koja svoju snagu crpi iz nijansiranog okreta Hugha Jackmana kao nevoljnog, heroj sve osim raspršenog."
Peter Bradshaw iz The Guardiana dao mu je 4/5, rekavši: "Više je poput trilera za preživljavanje nego filma o superherojima, i signalizira njegovu zimsku kvalitetu samim naslovom" i usporedio je Wolverineov udarac kamionom tijekom filma s Basilom Fawltyjem iz Fawltyja Kule. James Berardinelli iz ReelViewsa dao mu je 3,5/4 i rekao: "U smislu tona i sadržaja, Logan je polarna suprotnost Deadpoola, ali obje produkcije odbijaju igrati po tradicionalnim pravilima filma o superherojima... Sa svojim uvidom u to što filmovi o superherojima mogu biti, James Mangold nam je dao nešto što nam je nažalost nedostajalo u nedavnim žanrovskim unosima: nadu."  Kyle Smith iz New York Post također je dao 3,5/4 i rekao da "film prepoznaje da filmovi o superherojima kao što je prošlogodišnji zaboravni X-Men: Apocalypse imaju postati besmisleni spektakl... svrstao bih ga uz X-Men: Dani buduće prošlosti među najbolje X-Men unose." Brian Tallerico s RogerEbert.com izjavio je: "Logan ima uloge koje se osjećaju stvarnim i borbene koreografije koje su fluidne i prekrasne umjesto samo računalno generiranih efekata. Što je najvažnije, Logan ima likove s kojima se poistovjećujete i do kojih vam je stalo. Nije samo 'sjajan za film o superherojima', to je izvrstan film za bilo koji žanr."
Brian Truitt iz USA Today rekao je: "Lako najbolji Wolverine film, Logan je [] Vitez tame iz X-franšize pune mutanata, zadivljujući film koji nadilazi žanr stripa govoreći nešto važno." Peter. Travers iz Rolling Stone dao je ocjenu 3,5/4 i nazvao ga "tvrdom guzicom, R-kategoriziranim bijesnikom koji eksplodira od akcije". Amy Nicholson s MTV-a nazvala ga je "fenomenalnim filmom o superherojima koji presijeca grlo, ubode u crijeva". Germain Lussier iz io9 je rekao: "Logan je prekrasan, sofisticiran i još uvijek zabadan film o superherojima". Michael Roffman iz Consequence of Sound nazvao je film "remek-djelom koje mijenja igru". Matt Donato iz We Got This Covered rekao je: "To nije samo jedan od najboljih filmova o superherojima ikada, to je vraški fini kinematografski prikaz ljudskog stanja u svim njegovim mučnim oblicima." Joe Morgenstern iz The Wall Street Journal rekao je "To je najbolji film o superjunaku koji je izašao iz svijeta stripova, a ne zaboravljam 'The Dark Knight' Christophera Nolana." Jackmanova gluma Wolverinea hvaljena je, a njegova izvedba bila je na vrhu u The Hollywood Reporteru Popis najboljih filmova o superherojima svih vremena.
Anthony Lane iz New Yorkera bio je oduševljen, komentirajući filmsku paralelu sa Shaneom: "Ove tihe slike (od Shanea) se utisnu u misli, a pucnjevi dolaze kao neodoljivo izdanje, dok kada Logan i Laura puste svoje bijesne kose ništa osjeća se smireno ili zadovoljno." Mara Reinstein iz Us Weekly dala je filmu ocjenu 2,5/4 i navela, u mlakoj recenziji, da "[t]film izgubi svoj put tijekom 20-minutnog predugog putovanja. Jer sva priča bez daha o tome kako Logan nadilazi žanr superheroja, nema ničeg revolucionarnog u filmu o putovanju u kojem odrasli pokušavaju izbjeći lošim dečkima kako bi zaštitili super-posebno dijete." Michael Phillips iz Chicago Tribunea dao mu je 2. /4 i rekao: "Logan je smrtno ozbiljan, i dok je njegova ubojna pohoda u stilu igrača zamišljena da bude uzbudljivo brutalna, zatekla sam ih otupjelima i, u vrhuncu, graničnoj ofenzivi." Stephanie Zacharek iz časopisa Time rekla je: „Turna strana ljudske prirode je posvuda po James Mangoldov Logan. Ali to ga ne mora nužno činiti dobrim filmom."